# Vitrac (Puy-de-Dôme)
Vitrac é uma comuna francesa na região administrativa de Auvérnia-Ródano-Alpes, no departamento de Puy-de-Dôme. Estende-se por uma área de 13,23 km². Em 2010 a comuna tinha 361 habitantes (densidade: 27,3 hab./km²).